# 12 Stones
12 Stones ist eine christliche Post-Grunge- und Hard-Rock-Band, die 2000 in Mandeville, Louisiana, (USA) gegründet wurde.

## Name
Die „zwölf Steine“ schmückten den Brustharnisch des Hohepriesters Aaron, der in der Bibel im Buch Exodus erwähnt wird. Sie sollen die zwölf Stämme Israels darstellen.
Die Bandmitglieder bezeichnen sich selber dadurch auch als Anhänger des Christentums und wollen durch ihre Musik die Hoffnung und den Schmerz des Lebens ausdrücken.

## Bandgeschichte
12 Stones wurde 2000 von Sänger Paul McCoy, Kevin Dorr (Bass), Eric Weaver (Gitarre) und Patrick Quave (Schlagzeug) gegründet. Letzterer wurde allerdings schon bald durch Aaron Gainer ersetzt.
Die Gruppe wurde von Wind-Up Records unter Vertrag genommen. Dort erschien 2002 das erste Album, das vom späteren Evanescence-Produzenten Dave Fortman in Kooperation mit Papa-Roach-Stammproduzent Jay Baumgardner aufgenommen worden war. Dieses Album erreichte Platz 147 in den amerikanischen Albumcharts. Paul McCoy war im darauffolgenden Jahr an dem Song „Bring Me to Life“ der Band Evanescence als Duettpartner von Amy Lee beteiligt. Der Erfolg dieses Stücks, das auch auf dem Soundtrack des Films Daredevil vertreten war und sich in den Top Ten der amerikanischen Singlecharts platzierte, verhalf durch McCoys Beteiligung auch seiner Band zu höherer Bekanntheit. Das zweite Album, Potter’s Field, kam 2004 bis auf Rang 29 der Albumcharts.
2007 erschien das Drittwerk, Anthem for the Underdog.
Im Jahr 2010 produzierten sie die Single We Are One, die Einzugsmusik des WWE-Stables The Nexus.
Im Jahr darauf veröffentlichte die Band ihr EP Album mit dem Namen The Only Easy Day Was Yesterday.
Am 24. August 2010 trennte sich die Band von Wind-up Records und unterschrieb einen Vertrag bei Executive Music Group.
Die Gruppe kündigte am 30. Dezember auf ihrer Twitter-Homepage an, dass sie 2011 ein neues Studioalbum aufnehmen. Im selben Jahr produzierten sie ihre nächste Single, Bulletproof.
Im Mai 2012 veröffentlichte die Band ihr viertes Studioalbum nach fünf Jahren, Beneath the Scars. Daraufhin produzierten sie drei weitere Singles mit dem Titel: Infected, Psycho, und Worlds Collide. Ihre Single Worlds Collide erreichte im selben Jahr Platz 1 der amerikanischen Charts in der Kategorie US Christ Rock.

## Diskografie

### Studioalben
| Jahr | Titel                   | Höchstplatzierung, Gesamtwochen, AuszeichnungChartplatzierungen (Jahr, Titel, Platzierungen, Wochen, Auszeichnungen, Anmerkungen) | Höchstplatzierung, Gesamtwochen, AuszeichnungChartplatzierungen (Jahr, Titel, Platzierungen, Wochen, Auszeichnungen, Anmerkungen) | Anmerkungen                           |
| Jahr | Titel                   | US | Christ | Anmerkungen                           |
| ---- | ----------------------- | --- | --- | ------------------------------------- |
| 2002 | 12 Stones               | US147 (10 Wo.)US | Christ10 (43 Wo.)Christ | Erstveröffentlichung: 23. April 2002  |
| 2004 | Potter’s Field          | US29 (6 Wo.)US | Christ2 (12 Wo.)Christ | Erstveröffentlichung: 24. August 2004 |
| 2007 | Anthem for the Underdog | US53 (4 Wo.)US | — | Erstveröffentlichung: 14. August 2007 |
| 2012 | Beneath the Scars       | US197 (1 Wo.)US | Christ6 (7 Wo.)Christ | Erstveröffentlichung: 29. Mai 2012    |
| 2017 | Picture Perfect         | — | — | Erstveröffentlichung: 14. Juli 2017   |

### EPs
| Jahr | Titel                           | Höchstplatzierung, Gesamtwochen, AuszeichnungChartplatzierungen (Jahr, Titel, Platzierungen, Wochen, Auszeichnungen, Anmerkungen) | Höchstplatzierung, Gesamtwochen, AuszeichnungChartplatzierungen (Jahr, Titel, Platzierungen, Wochen, Auszeichnungen, Anmerkungen) | Anmerkungen                         |
| Jahr | Titel                           | US | Christ | Anmerkungen                         |
| ---- | ------------------------------- | --- | --- | ----------------------------------- |
| 2010 | The Only Easy Day Was Yesterday | US103 (1 Wo.)US | Christ5 (4 Wo.)Christ | Erstveröffentlichung: 20. Juli 2010 |

### Singles
- 2002: Broken
- 2002: The Way I Feel
- 2002: Crash
- 2004: Far Away
- 2004: Photograph
- 2005: The Last Song
- 2007: Lie to Me
- 2008: Adrenaline
- 2008: Anthem for the Underdog
- 2010: We Are One
- 2011: Bulletproof
- 2012: Worlds Collide
- 2012:  Infected
- 2012:  Psycho